# Róbert Štefko
Róbert Štefko (Košice, 28 maggio 1968) è un ex maratoneta e mezzofondista slovacco naturalizzato ceco.

## Biografia
Ai Giochi olimpici di Atlanta 1996 gareggiò anche nei 10000 metri piani, giungendo 14º nella prima batteria del primo turno.
Il 26 aprile 1998 ha stabilito, nella maratona di Londra, il primato nazionale slovacco nella disciplina a 2h09'53".
Ha partecipato alla maratona dei Giochi olimpici di Atene 2004 come rappresentante della Repubblica Ceca.

## Altre competizioni internazionali
1990
- 5º alla Maratona internazionale della pace ( Košice) - 2h25'11"

1992
- Oro al Cross International Satus ( Ginevra)

1993
- Oro alla Mezza maratona di Parigi ( Parigi) - 1h02'42"
- 4º alla Mezza maratona di Paderborn ( Paderborn) - 1h03'38"
- Oro alla Parigi-Versailles ( Parigi), 16,3 km - 48'34"

1994
- 6º in Coppa del mondo ( Londra), 10000 m piani - 28'45"32
- 4º alla 20 km di Parigi ( Parigi) - 58'38"
- 5º alla Cinque Mulini ( San Vittore Olona) - 33'14"
- 9º all'Amendoeiras em Flor ( Albufeira) - 30'20"

1995
- 7º alla Route du Vin Half Marathon ( Remich) - 1h01'54"
- 8º all'Humaraton International ( Vitry-sur-Seine) - 1h02'24"
- 4º alla Parigi-Versailles ( Parigi), 16,3 km - 48'46"
- 4º alla Conseil General de Seine St Denis ( La Courneuve), 15 km - 43'25"
- 8º alla Cinque Mulini ( San Vittore Olona) - 35'31"

1996
- 11º all'Humaraton International ( Vitry-sur-Seine) - 1h02'19"
- Argento alla Parigi-Versailles ( Parigi), 16,3 km - 48'12"
- Oro al Memoriał Bogusława Psujka ( Oleśnica) - 28'35"
- 4º alla Belgrade Race Through History ( Belgrado), 6 km - 17'10"
- 7º alla Cinque Mulini ( San Vittore Olona) - 36'44"
- 10º all'Amendoeiras em Flor ( Albufeira) - 30'32"

1997
- 7º alla Maratona di New York ( New York) - 2h11'11"
- 11º alla Conseil General de Seine St Denis ( La Courneuve), 15 km - 43'46"
- Bronzo al Giro podistico internazionale di Castelbuono ( Castelbuono) - 32'50"
- 10º alla BOclassic ( Bolzano) - 29'09"
- Bronzo al Mattoni Grand Prix ( Praga) - 29'10"
- 15º all'Amendoeiras em Flor ( Albufeira) - 30'26"

1998
- 6º alla Maratona di Londra ( Londra) - 2h09'53"
- 12º alla Maratona di New York ( New York) - 2h12'52"
- 10º alla City-Pier-City Loop ( L'Aia) - 1h02'36"
- Bronzo al Mattoni Grand Prix ( Praga) - 28'46"
- 6º alla Cinque Mulini ( San Vittore Olona) - 35'16"

1999
- Oro alla Maratona internazionale della pace ( Košice) - 2h14'10"
- 9º all'Humaraton International ( Vitry-sur-Seine) - 1h01'56"
- 5º alla Internationaler TAO Altötting ( Altötting) - 1h05'27"
- 9º alla Conseil General de Seine St Denis ( La Courneuve), 15 km - 44'12"
- 11º alla Cinque Mulini ( San Vittore Olona) - 36'20"
- 14º all'Amendoeiras em Flor ( Albufeira) - 30'48"

2000
- Oro alla BIG 25 Berlin ( Berlino) - 1h15'30"
- 4º alla Malmö Half Marathon ( Malmö) - 1h00'29"
- Oro alla Mezza maratona di Brezno ( Brezno) - 1h03'51"
- 12º al Giro podistico internazionale di Castelbuono ( Castelbuono) - 35'14"
- 17º all'Amendoeiras em Flor ( Albufeira) - 30'41"
- 7º al Chiba International Crosscountry ( Chiba) - 36'30"

2001
- 11º alla Maratona di New York ( New York) - 2h14'45"
- 4º alla Berlin Half Marathon ( Berlino) - 1h02'20"
- 5º alla Cinque Mulini ( San Vittore Olona) - 38'24"

2002
- 6º alla Parigi-Versailles ( Parigi), 16,3 km - 49'03"
- 13º al Giro al Sas ( Trento) - 32'43"
- 4º al Mattoni Grand Prix ( Praga) - 28'58"

2003
- 15º alla Mezza maratona di Lisbona ( Lisbona) - 1h03'24"

2004
- Bronzo alla Maratona di Praga ( Praga) - 2h12'35"
- 4º alla Mezza maratona di Praga ( Praga) - 1h03'01"
- 7º al Mattoni Grand Prix ( Praga) - 29'40"

2005
- 7º alla Mezza maratona di Praga ( Praga) - 1h03'34"
- 8º al Mattoni Grand Prix ( Praga) - 30'36"

2006
- 7º alla Mezza maratona di Praga ( Praga) - 1h06'59"
- Oro alla Mezza maratona di Liberec ( Liberec) - 1h09'01"

2008
- 15º alla Maratona di Praga ( Praga) - 2h23'53"
- 9º alla Mezza maratona di Pardubice ( Pardubice) - 1h06'39"

2009
- 20º alla Maratona di Praga ( Praga) - 2h28'02"
- 16º alla Mezza maratona di Praga ( Praga) - 1h07'37"
- 10º alla Mezza maratona di Pardubice ( Pardubice) - 1h07'21"
- 4º alla ASICS Grand Berlin ( Berlino) - 30'39"

2010
- 28º alla Maratona di Praga ( Praga) - 2h28'53"
- 11º alla Mezza maratona di Praga ( Praga) - 1h06'57"
- Bronzo alla Mezza maratona di Plzen ( Plzeň) - 1h09'03"
- 12º alla ASICS Grand Berlin ( Berlino) - 31'08"

2011
- 14º alla Mezza maratona di Praga ( Praga) - 1h10'53"
- 14º alla Mezza maratona di Pardubice ( Pardubice) - 1h11'04"

2012
- 35º alla ASICS Grand Berlin ( Berlino) - 34'23"

2013
- 15º alla We Run Prague ( Praga) - 35'41"

2015
- 7º alla Mezza maratona di Otrokovice ( Otrokovice) - 1h16'28"

2016
- 5º alla Mezza maratona di Otrokovice ( Otrokovice) - 1h11'38"